# São Miguel do Gostoso
São Miguel do Gostoso is een gemeente in de Braziliaanse deelstaat Rio Grande do Norte. De gemeente telt 9.240 inwoners (schatting 2009).

## Aangrenzende gemeenten
De gemeente grenst aan Parazinho, Pedra Grande en Touros.